# NASCAR Winston Cup 1975
De NASCAR Winston Cup 1975 was het 27e seizoen van het belangrijkste NASCAR kampioenschap dat in de Verenigde Staten gehouden wordt. Het seizoen startte op 19 januari met de Winston Western 500 en eindigde op 23 november met de Los Angeles Times 500. Richard Petty won het kampioenschap voor de zesde keer in zijn carrière. De trofee rookie of the year werd uitgereikt aan Bruce Hill.

## Races
Top drie resultaten, exhibitie- en kwalificatiewedstrijden staan niet vermeld.
| '  | Datum  | Race                    | Circuit                         | Winnaar         | Tweede          | Derde           |
| 1  | 19-jan | Winston Western 500     | Riverside International Raceway | Bobby Allison   | David Pearson   | Cecil Gordon    |
| 2  | 16-feb | Daytona 500             | Daytona International Speedway  | Benny Parsons   | Bobby Allison   | Cale Yarborough |
| 3  | 23-feb | Richmond 400            | Richmond International Raceway  | Richard Petty   | Lennie Pond     | Benny Parsons   |
| 4  | 2-mrt  | Carolina 500            | North Carolina Speedway         | Cale Yarborough | David Pearson   | Richard Petty   |
| 5  | 16-mrt | Southeastern 400        | Bristol Motor Speedway          | Richard Petty   | Benny Parsons   | Buddy Baker     |
| 6  | 23-mrt | Atlanta 500             | Atlanta Motor Speedway          | Richard Petty   | Buddy Baker     | David Pearson   |
| 7  | 6-apr  | Gwyn Staley 400         | North Wilkesboro Speedway       | Richard Petty   | Cale Yarborough | Buddy Baker     |
| 8  | 13-apr | Rebel 500               | Darlington Raceway              | Bobby Allison   | Darrell Waltrip | Donnie Allison  |
| 9  | 27-apr | Virginia 500            | Martinsville Speedway           | Richard Petty   | Darrell Waltrip | Cale Yarborough |
| 10 | 4-mei  | Winston 500             | Talladega Superspeedway         | Buddy Baker     | David Pearson   | Dick Brooks     |
| 11 | 10-mei | Music City USA 420      | Music City Motorplex            | Darrell Waltrip | Benny Parsons   | Coo Coo Marlin  |
| 12 | 18-mei | Mason-Dixon 500         | Dover International Speedway    | David Pearson   | Cecil Gordon    | Richard Petty   |
| 13 | 25-mei | World 600               | Charlotte Motor Speedway        | Richard Petty   | Cale Yarborough | David Pearson   |
| 14 | 8-jun  | Tuborg 400              | Riverside International Raceway | Richard Petty   | Bobby Allison   | Benny Parsons   |
| 15 | 15-jun | Motor State 400         | Michigan International Speedway | David Pearson   | Richard Petty   | Dave Marcis     |
| 16 | 4-jul  | Firecracker 400         | Daytona International Speedway  | Richard Petty   | Buddy Baker     | Dave Marcis     |
| 17 | 20-jul | Nashville 420           | Music City Motorplex            | Cale Yarborough | Richard Petty   | Dave Marcis     |
| 18 | 3-aug  | Purolator 500           | Pocono Raceway                  | David Pearson   | Richard Petty   | Buddy Baker     |
| 19 | 17-aug | Talladega 500           | Talladega Superspeedway         | Buddy Baker     | Richard Petty   | Donnie Allison  |
| 20 | 24-aug | Champion Spark Plug 400 | Michigan International Speedway | Richard Petty   | David Pearson   | Cale Yarborough |
| 21 | 1-sep  | Southern 500            | Darlington Raceway              | Bobby Allison   | Richard Petty   | Dave Sisco      |
| 22 | 14-sep | Delaware 500            | Dover International Speedway    | Richard Petty   | Dick Brooks     | Benny Parsons   |
| 23 | 21-sep | Wilkes 400              | North Wilkesboro Speedway       | Richard Petty   | Cale Yarborough | Darrell Waltrip |
| 24 | 28-sep | Old Dominion 500        | Martinsville Speedway           | Dave Marcis     | Benny Parsons   | Bobby Allison   |
| 25 | 5-okt  | National 500            | Charlotte Motor Speedway        | Richard Petty   | David Pearson   | Buddy Baker     |
| 26 | 12-okt | Capital City 500        | Richmond International Raceway  | Darrell Waltrip | Lennie Pond     | Dick Brooks     |
| 27 | 19-okt | American 500            | North Carolina Speedway         | Cale Yarborough | Bobby Allison   | Dave Marcis     |
| 28 | 2-nov  | Volunteer 500           | Bristol Motor Speedway          | Richard Petty   | Lennie Pond     | Darrell Waltrip |
| 29 | 9-nov  | Dixie 500               | Atlanta Motor Speedway          | Buddy Baker     | Dave Marcis     | Richard Petty   |
| 30 | 23-nov | Los Angeles Times 500   | Ontario Motor Speedway          | Buddy Baker     | David Pearson   | Dave Marcis     |

## Eindstand - Top 10
| 1  | Richard Petty     | 4783 |
| 2  | Dave Marcis       | 4061 |
| 3  | James Hylton      | 3914 |
| 4  | Benny Parsons     | 3820 |
| 5  | Richard Childress | 3818 |
| 6  | Cecil Gordon      | 3702 |
| 7  | Darrell Waltrip   | 3462 |
| 8  | Elmo Langley      | 3399 |
| 9  | Cale Yarborough   | 3295 |
| 10 | Dick Brooks       | 3182 |